# Philodicus spectabilis
Philodicus spectabilis är en tvåvingeart som beskrevs av Friedrich Hermann Loew 1871. Philodicus spectabilis ingår i släktet Philodicus och familjen rovflugor. Inga underarter finns listade i Catalogue of Life.